# Mezinárodní filmový festival Karlovy Vary 2023
Mezinárodní filmový festival Karlovy Vary 2023 se konal od 30. června do 8. července 2023.

## Hlavní porota
- Patricia Clarksonová : herečka
- John Nein :
- Olmo Omerzu : režisér
- Barry Ward : herec
- Dora Bouchoucha : producentka

## Oficiální výběr

### Hlavní soutěž
- Blažiny lekce (Bulharsko, režie: Stephan Komandarev)
- Citlivý člověk (Česko, Slovensko, režie: Tomáš Klein)
- Fremont (USA, režie: Babak Jalali)
- Holky jsou v pohodě (Španělsko, režie: Itsaso Arana)
- Hypnóza (Švédsko, Norsko, režie: Ernst De Geer)
- Prázdné sítě (Írán, režie: Behrooz Karamizade)
- Red rooms (Kanada, režie: Pascal Plante)
- Svatý občan (Gruzie, režie: Tinatin Kajrishvili)
- Tanec na okraji sopky (Libanon, režie: Cyril Aris)
- Úsvit (Česko, Slovensko, režie: Matěj Chlupáček)
- Vítr vane, kam chce (Itálie, režie: Marco Righi)

### Soutěž Proxima
- Arsenie. Báječný život po životě (Rumunsko, režie: Alexandru Solomon)
- Auricanturiho zpěv (Kolumbie, režie: Camila Rodríguez Triana)
- Brutální vedro (Česko, Slovensko, režie: Albert Hospodářský)
- God Bye (Švýcarsko , režie: Thomas Imbach)
- Guras (Indie, Nepál, režie: Saurav Rai)
- Imago (Polsko, režie: Olga Chajdas)
- Odtrženy (Francie, režie: Émilie Brisavoine)
- Početí (Jižní Korea, režie: Ji-young Yoo)
- Temná hmota (Írán, režie: Karim Lakzadeh)
- V záběru (Velká Británie, režie: Naqqash Khalid)
- Zárodek, larva, motýl (Kypr, Řecko, režie: Kyros Papavassiliou)
- Ztracené děti (Belgie, režie: Michèle Jacob)

## Ocenění[1]
- Křišťálový glóbus: Blažiny lekce (Bulharsko, režie: Stephan Komandarev)
- Zvláštní cena poroty: Prázdné sítě (Írán, režie: Behrooz Karamizade)
- Cena za režii: Babak Jalali, film Fremont (USA)
- Cena za ženský herecký výkon: Ela Skorcheva, film Blažiny lekce (Bulharsko)
- Cena za mužský herecký výkon: Herbert Nordrum, film Hypnóza (Švédsko, Norsko)
- Divácká cena Práva: Ve jménu cti (Francie, režie: Vincent Perez)
- Cena za nejlepší film soutěže Proxima: Početí (Jižní Korea, režie: Ji-young Yoo)
- Zvláštní cenu poroty soutěže Proxima: Guras (Indie, Nepál, režie: Saurav Rai)
- Zvláštní uznání poroty soutěže Proxima: Brutální vedro (Česko, Slovensko, režie: Albert Hospodářský)
- Cena za mimořádný umělecký přínos světové kinematografii: Russell Crowe
- Cena prezidenta festivalu: Robin Wright, Ewan McGregor a Daniela Kolářová